# KNT-308
Das KNT-308 ist das erste Scharfschützengewehr der türkischen Rüstungsindustrie, das vollständig auf heimischer Entwicklung und Produktion basiert. Es wurde von Kalekalip entwickelt und wird vom staatlichen türkischen Rüstungskonzern MKEK produziert. Bei dem Basisgewehr handelt es sich um ein Repetiergewehr im Kaliber 7,62 × 51 mm NATO mit 5 Schuss. Eine Anti-materiel-Variante des Gewehrs kann auch Munition im Kaliber 12,7 × 99 mm NATO über eine Wirkdistanz von 1700 Metern verschießen.